# Электра (Софокл)
«Эле́ктра» (др.-греч. Ἠλέκτρα, Ēlektra) — трагедия древнегреческого драматурга Софокла, написанная предположительно между 419 и 415 годами до н. э. или примерно в 415 году до н. э. Её текст полностью сохранился.

## Сюжет
В основу сюжета «Электры» Софокла лёг один из эпизодов мифа о Пелопидах, до этого использованный Эсхилом в трагедии «Хоэфоры», а несколькими годами позже — Еврипидом в трагедии «Электра». Действие происходит в Микенах спустя много лет после убийства царя Агамемнона его женой Клитемнестрой и её любовником Эгисфом. Одна из дочерей Агамемнона Электра продолжает горевать об отце, ненавидит мать и жаждет мести, так что Эгисф решает отправить её в заточение.
Сын Агамемнона Орест в прологе возвращается из изгнания, чтобы отомстить. Старый воспитатель по его просьбе рассказывает, будто царевич погиб на скачках, и это известие приносит радость Клитемнестре и горе Электре. Последняя решает сама убить мать и её любовника, но тут Орест, выдавший себя за вестника, открывается сестре. Вместе со своим другом Пиладом он входит во дворец, и оттуда вскоре раздаются предсмертные крики Клитемнестры. Электра и Орест возвращаются на сцену, рассказывают, что их мать понесла заслуженную кару, а в финале царевич уводит во дворец Эгисфа, чтобы убить его там, где когда-то пал Агамемнон.
Антиковеды констатируют, что сюжет «Электры» имеет ряд важных особенностей по сравнению с «Хоэфорами». Электра здесь долгое время ничего не знает об Оресте и его планах, из-за чего принимает на веру ложное известие о смерти брата. Она сталкивается на сцене с матерью, отвергая её оправдания, и эта сцена, не имеющая аналога у Эсхила, является одной из самых драматичных в пьесе. Орест у Софокла убивает мать без каких-либо колебаний, выполняя приказ Аполлона; это делает его роль в действии чисто технической, а Электра оказывается подлинно трагическим персонажем и главной героиней пьесы.

## Судьба пьесы
«Электра» обрела в античную эпоху огромную популярность. Из-за этого, а также из-за существования трагедий Эсхила и Еврипида на ту же тему никто из афинских драматургов больше не писал пьесы о детях Агамемнона. Известно, что на латынь «Электру» Софокла перевёл некто Атилий (Ацилий). Этот перевод получил низкую оценку Марка Туллия Цицерона, но строки из него всё же пели на погребальных играх, посвящённых Гаю Юлию Цезарю.
«Электра» была включена в школьный канон Софокла, благодаря чему стала одной из семи полностью сохранившихся пьес этого автора. В эпоху Нового времени её переводили на национальные языки Лазар де Баиф (на французский, 1537 год), Петер Борнемисса (на венгерский, 1558), Йост ван ден Вондел (на нидерландский, 1639). Та версия мифа о детях Агамемнона, которую создал Софокл в этой пьесе, стала общепринятой. В современном антиковедении сцена встречи Электры с Орестом считается «одной из самых волнующих» в афинской драматургии.

## Издание на русском языке
- Софокл. Электра. Перевод С. В. Шервинского // Софокл. Трагедии. М., 1979. С. 359—421.